# Intransitividade
Na matemática, a intransitividade (às vezes chamada de não-transitividade) é uma propriedade das relações binárias que não são relações transitivas. Isso pode incluir qualquer relação que não seja transitiva, ou a propriedade mais forte de anti-transitividade, que descreve uma relação que nunca é transitiva.

## Intransitividade
Uma relação é transitiva se, sempre que relaciona algum A a algum B, e que B a algum C, também relaciona aquele A a esse C. Alguns autores chamam uma relação intransitiva se não é transitiva, isto é (se a relação em questão é chamada {\displaystyle R})
{\displaystyle \lnot \left(\forall a,b,c:aRb\land bRc\Rightarrow aRc\right).}
Esta afirmação é equivalente a
{\displaystyle \exists a,b,c:aRb\land bRc\land \lnot (aRc)}
Por exemplo, na cadeia alimentar, os lobos se alimentam de veados e os veados se alimentam de grama, mas os lobos não se alimentam de grama. Assim, a relação alimentícia entre formas de vida é intransitiva, nesse sentido.
Outro exemplo que não envolve laços preferenciais surge na franco-maçonaria: em alguns casos, a loja A reconhece a loja B, e a loja B reconhece a loja C, mas a loja A não reconhece a loja C. Assim, a relação de reconhecimento entre lojas maçônicas é intransitiva.

## Anti-transitividade
Muitas vezes o termo intransitivo é usado para se referir à propriedade mais forte da anti-transitividade.
Acabamos de ver que a relação alimentícia não é transitiva, mas ainda contém alguma transitividade, por exemplo: os humanos se alimentam de coelhos, os coelhos se alimentam de cenouras e os humanos também se alimentam de cenouras.
Uma relação é anti-transitiva se isso nunca ocorrer, ou seja,
{\displaystyle \forall a,b,c:aRb\land bRc\Rightarrow \lnot (aRc)}
Muitos autores usam o termo intransitividade para anti-transitividade.
Um exemplo de uma relação anti-transitiva: a relação de derrotados em torneios eliminatórios. Se o jogador A derrotou o jogador B e o jogador B derrotou o jogador C, A nunca jogou com C e, portanto, A não derrotou C.
Por transposição, cada uma das seguintes fórmulas é equivalente à anti-transitividade de {\displaystyle R}:
{\displaystyle {\begin{aligned}&\forall a,b,c:aRb\land aRc\Rightarrow \lnot (bRc)\\[3pt]&\forall a,b,c:aRc\land bRc\Rightarrow \lnot (aRb)\end{aligned}}}
Uma relação anti-transitiva é sempre irreflexiva. Uma relação única irreflexiva esquerda (ou direita) é sempre anti-transitiva.

## Ciclos

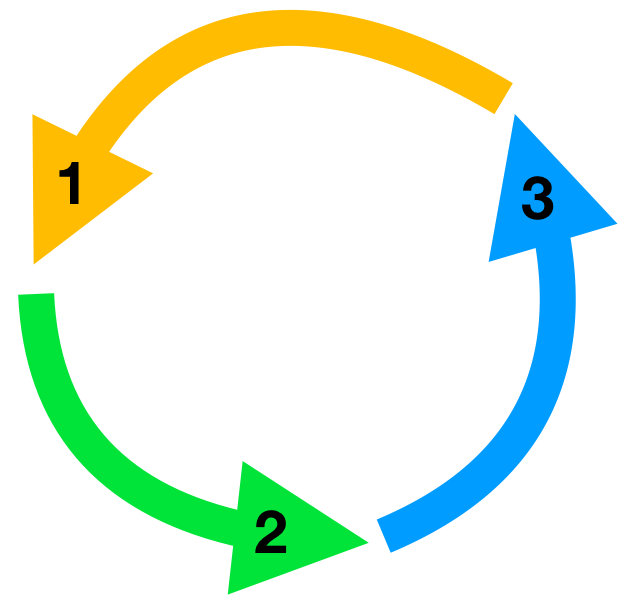
Às vezes, quando as pessoas são perguntadas sobre suas preferências através de uma série de perguntas binárias, elas dão respostas logicamente impossíveis: 1 é melhor que 2 e 2 é melhor que 3, mas 3 é melhor que 1

O termo intransitividade é frequentemente usado quando se fala de cenários nos quais uma relação descreve as preferências relativas entre pares de opções, e pesar várias opções produz um laço de preferência:
- A é preferível a B
- B é preferível a C
- C é preferível a A

Pedra,Papel, Tesoura; Dados não transitivos; Máquinas intransitivas; e o jogo de Penney são exemplos. Relações combativas reais de espécies concorrentes, estratégias de animais individuais, e lutas de veículos controlados remotamente em shows de BattleBots ("robô darwinismo") podem ser cíclicas também.
Assumindo que nenhuma opção é preferencial a si mesma, ou seja, a relação é irreflexiva, uma relação de preferência com um laço não é transitiva. Pois, se for, cada opção do laço é preferida a cada opção, incluindo a própria. Isso pode ser ilustrado para este exemplo de um laço entre A, B e C. Suponha que a relação seja transitiva. Então, como A é preferível a B e B é preferível a C, também A é preferível a C. Mas então, como C é preferível a A, também A é preferível a A.
Portanto, tal laço de preferência (ou ciclo) é conhecido como uma intransitividade.
Observe que um ciclo não é necessário nem suficiente para uma relação binária não ser transitiva. Por exemplo, uma relação de equivalência possui ciclos, mas é transitiva. Agora, considere a relação "é um inimigo de" e suponha que a relação é simétrica e satisfaça a condição de que, para qualquer país, qualquer inimigo de um inimigo do país não seja ele mesmo um inimigo do país. Este é um exemplo de uma relação anti-transitiva que não possui ciclos. Em particular, em virtude de ser anti-transitiva, a relação não é transitiva.
O jogo de pedra, papel e tesoura é um exemplo. A relação entre pedra, papel e tesoura é "derrotas", e as regras padrão do jogo são tais que o pedra derrota a tesoura, a tesoura derrota o papel e o papel derrota a pedra. Além disso, também é verdade que a tesoura não derrota a pedra, o papel não derrota a tesoura e a pedra não derrota o papel. Finalmente, também é verdade que nenhuma opção se derrota. Esta informação pode ser descrita em uma tabela:
|         | pedra | tesoura | papel |
| ------- | ----- | ------- | ----- |
| pedra   | 0     | 1       | 0     |
| tesoura | 0     | 0       | 1     |
| papel   | 1     | 0       | 0     |

O primeiro argumento da relação é uma linha e o segundo é uma coluna. Os que indicam que a relação é válida, zero indica que ela não é válida. Agora, observe que a seguinte afirmação é verdadeira para qualquer par de elementos x e y desenhados (com substituição) do conjunto {pedra, tesoura, papel}: Se x derrotar y, e y derrota z, então x não derrota z. Portanto, a relação é anti-transitiva.
Assim, um ciclo não é necessário nem suficiente para uma relação binária ser anti-transitiva.

## Ocorrências nas preferências
- A intransitividade pode ocorrer sob a regra da maioria, nos resultados probabilísticos da teoria dos jogos e no método de Condorcet, no qual a classificação de vários candidatos pode produzir um ciclo de preferência quando os pesos são comparados(ver paradoxo de Condorcet). Dados intransitivos demonstram que as probabilidades não são necessariamente transitivas.
- Na psicologia, a intransitividade geralmente ocorre no sistema de valores (ou preferências, ou gostos) de uma pessoa, levando potencialmente a conflitos insolúveis.
- Analogamente, na economia, a intransitividade pode ocorrer nas preferências do consumidor. Isso pode levar ao comportamento do consumidor que não está em conformidade com a racionalidade econômica perfeita. Nos últimos anos, economistas e filósofos têm questionado se as violações da transitividade devem necessariamente levar ao "comportamento irracional" (ver Anand (1993)).

## Probabilidade
Tem sido sugerido que o método de Condorcet tende a eliminar os "laços intransitivos" quando um grande número de eleitores participa porque o critério geral de avaliação para os eleitores se equilibra. Por exemplo, os eleitores podem preferir candidatos em várias unidades de medida diferentes, como por ordem da consciência social ou por ordem fiscal mais conservadora.
Em tais casos, a intransitividade se reduz a uma equação mais ampla de números de pessoas e aos pesos de suas unidades de medida na avaliação de candidatos.
Tal como:
- 30% favorecem ponderação 60/40 entre consciência social e conservadorismo fiscal
- 50% favorecem ponderação 50/50 entre consciência social e conservadorismo fiscal
- 20% favorecem ponderação 40/60 entre consciência social e conservadorismo fiscal

Embora cada votante não possa avaliar as unidades de medida de forma idêntica, a tendência torna-se um único vetor no qual o consenso concorda que é um equilíbrio preferencial dos critérios do candidato.